# لارس هاينيمان
لارس هاينيمان (بالسويدية: Lars Heineman)‏ هو لاعب كرة قدم سويدي، ولد في 16 فبراير 1943 في دغرفوش في السويد. لعب مع نادي إلفسبورغ.

## وصلات خارجية
- لارس هاينيمان على موقع ناشيونال فوتبول تيمز (الإنجليزية)
- لارس هاينيمان على موقع عالم كرة القدم.نت (الإنجليزية)